# Ailton Almeida
Aílton José Almeida (Santa Maria de Itabira, 20 de agosto de 1984) é um ex-futebolista brasileiro que atuava como atacante.

## Títulos
Corinthians-AL
- Campeonato Alagoano: 2004

FC København]
- Liga Real Escandinava: 2005–06
- Liga Dinamarquesa: 2005–06, 2008–09, 2009–10 e 2010–11

APOEL
- Liga Cipriota: 2010–11
- Chipre Super Cup: 2011–12